# Filips Karel van Lannoy
Filips Karel van Lannoy, of in zijn moedertaal Philippe Charles de Lannoy, tweede prins van Sulmona en graaf van Venafro (1514-1553) was een edelman uit de Spaanse Nederlanden die keizer Karel V diende in Italië.
Hij was de zoon van de veldheer Karel van Lannoy en van Françoise d'Entremont de Montbel.
Sylvano da Venafro droeg in 1533 zijn Petrarcacommentaar op aan "Filippo della Noi".
Onder het commando van Alva nam Lannoy in 1535 deel aan de Tunesische expeditie en in 1541 aan het mislukte beleg van Algiers (), waar hij gewond raakte. Tijdens de slag bij Ceresole in 1544 voerde hij het bevel over de Napolitaanse cavalerie. In 1546 werd hij toegelaten tot de Orde van het Gulden Vlies.
Hij trouwde in 1535 met Isabella Colonna, weduwe van de keizerlijke kapitein Luigi "Rodomonte" Gonzaga. Ze kregen vijf kinderen:
- Maria, non in het klooster van Santa Maria Donna Regina () in Napels
- Carlo (1538-1566), derde prins van Sulmona
- Beatrice
- Orazio († 1597), vierde prins van Sulmona
- Victoria († 1594)